# Сент-Лоренс (тауншип, Миннесота)
Сент-Лоренс (англ. St. Lawrence) — тауншип в округе Скотт, Миннесота, США. На 2000 год его население составило 472 человека.

## География
По данным Бюро переписи населения США площадь тауншипа составляет 38,6 км², из которых 37,3 км² занимает суша, а 1,2 км² — вода (3,16 %).

## Демография
По данным переписи населения 2000 года здесь находились 472 человека, 144 домохозяйства и 128 семей.  Плотность населения —  12,6 чел./км².  На территории тауншипа расположено 147 построек со средней плотностью 3,9 построек на один квадратный километр. Расовый состав населения: 96,61 % белых, 1,06 % коренных американцев, 1,06 % азиатов, 1,06 % — других рас США и 0,21 % приходится на две или более других рас. Испанцы или латиноамериканцы любой расы составляли 1,48 % от популяции тауншипа.
Из 144 домохозяйств в 45,1 % воспитывались дети до 18 лет, в 82,6 % проживали супружеские пары, в 2,1 % проживали незамужние женщины и в 11,1 % домохозяйств проживали несемейные люди. 8,3 % домохозяйств состояли из одного человека, при том 1,4 % из — одиноких пожилых людей старше 65 лет. Средний размер домохозяйства — 3,28, а семьи — 3,45 человека.
32,6 % населения — младше 18 лет, 5,1 % — в возрасте от 18 до 24 лет, 32,6 % — от 25 до 44, 25,4 % — от 45 до 64, и 4,2 % — старше 65 лет. Средний возраст — 36 лет. На каждые 100 женщин приходилось 113,6 мужчин.  На каждые 100 женщин старше 18 приходилось 112,0 мужчин.
Средний годовой доход домохозяйства составлял 66 750 долларов, а средний годовой доход семьи —  67 375 долларов. Средний доход мужчин —  43 625  долларов, в то время как у женщин — 32 708. Доход на душу населения составил 23 825 долларов. За чертой бедности не находилась ни одна семья и 0,8 % всего населения тауншипа.